# Luar

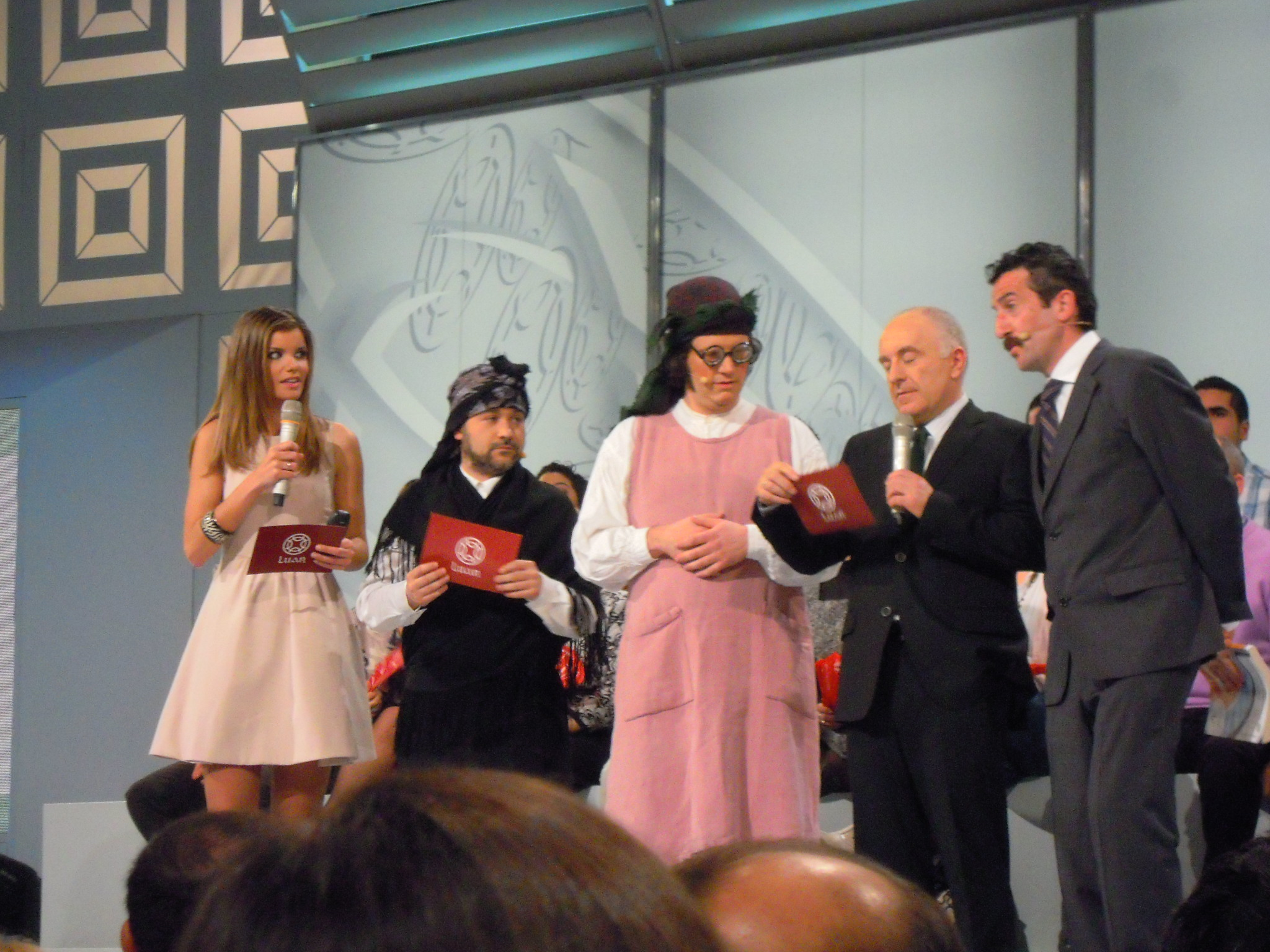
Laura Casares, Mucha e Nucha, Xosé Ramón Gayoso i Luis Zahera, durant la gravació del 801 programa de Luar.

El Luar és un programa musical de la Televisión de Galicia, que s'emet des del 18 de setembre de 1992. Es tracta d'un dels grans èxits de la TVG, i és líder d'audiència en la seva franja horària i amb una especial rellevància en l'audiència entre els espectadors internacionals de la Galicia TV.
S'emet en directe des del plató 1000 de Montouto, al municipi de Teo, els divendres a la nit. Està dirigit per Teo Manuel Abad i Xosé Ramón Gayoso, realitzat per Teo Manuel Abad i presentat també per Xosé Ramón Gayoso i Lucía Regueiro. És un programa eminentment musical que dona un ampli espai a la música gallega, especialment la tradicional, tot i que també hi ha espai per l'humor i els concursos.

## Premis i nominacions

### Premis Mestre Mateo
| Any  | Categoria                       | Receptor             | Resultat  |
| ---- | ------------------------------- | -------------------- | --------- |
| 2002 | Millo programa de televisió     | TVG                  | Nominat   |
| 2002 | Millor comunicador de televisió | Xosé Ramón Gayoso    | Guanyador |
| 2003 | Millor programa de televisió    | TVG                  | Nominat   |
| 2010 | Millor comunicador de televisió | Xosé Ramón Gayoso    | Nominat   |
| 2013 | Millor realitzador              | Carola Prego Grueiro | Nominada  |
| 2013 | Millor programa de televisió    | TVG                  | Nominat   |
| 2013 | Millor comunicador de televisió | Xosé Ramón Gayoso    | Guanyador |
| 2014 | Millor programa de televisió    | TVG                  | Nominat   |